# Sussex Inlet
Sussex Inlet es un pequeño núcleo de población, en el estado de Nueva Gales del Sur, capital del Territorio de la Bahía de Jervis, en Australia. Situada al poniente del aeropuerto de la Bahía de Jervis. Está situada unos 10 kilómetros al poniente del Aeropuerto de la Bahía de Jervis.

## Demografía
La ciudad de Sussex Inlet tiene unos 400 habitantes (500, si computamos la totalidad del municipio). Es la segunda capital de territorio con menor población de Australia, por encima de West Island, la capital de las Islas Cocos (120 habitantes).

## Geografía
- coordenadas: 35°09′S 150°34′E / -35.150, 150.567
- altura: 12 m, 14 ft

La ciudad de Sussex Inlet está localizada en el lado izquierdo de Sussex Inlet River, un río salado corto, conectando Wreck Bay y St Georges Basin, un estuario salado. La ciudad está localizada junto a la frontera con el estado de Nueva Gales del Sur. En el lado derecho del río salado, está localizado el parque nacional Booderee.